# Airport Express (métro de Hong Kong)

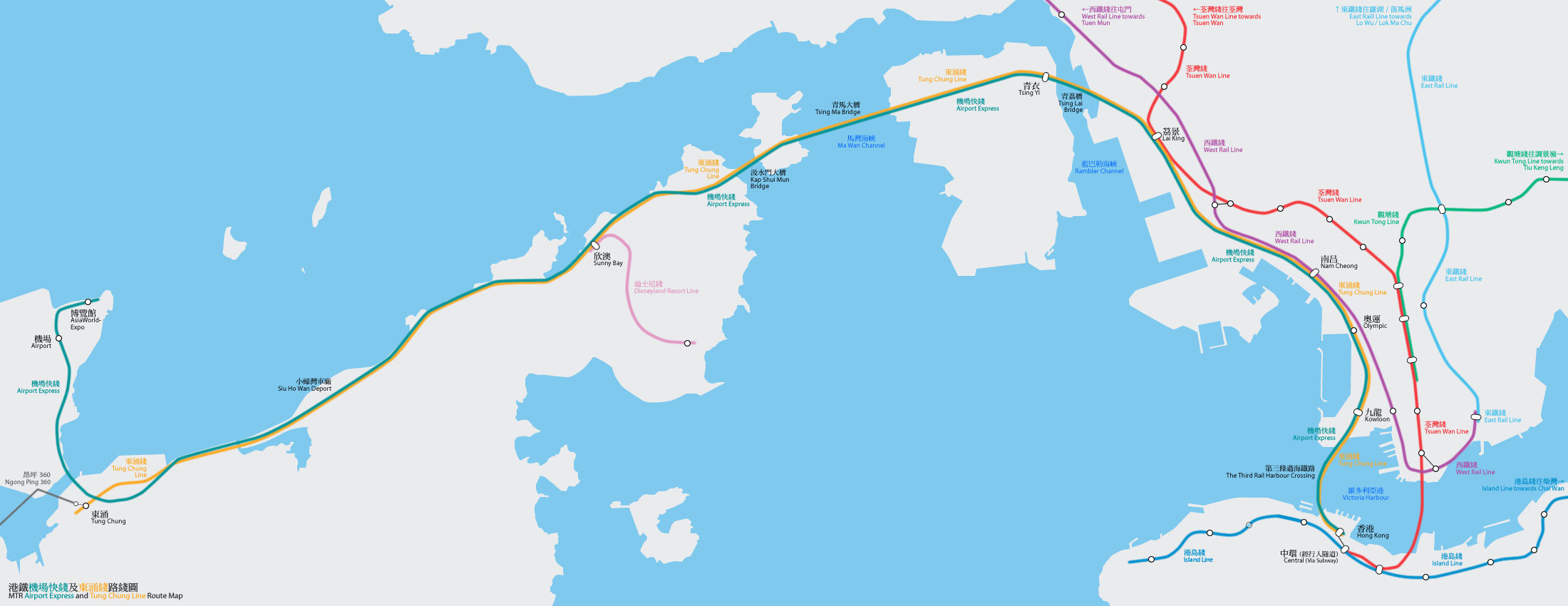
Carte de la ligne

L'Airport Express est une ligne du métro de Hong Kong. Elle relie l'aéroport international de Hong Kong au centre d'exposition AsiaWorld-Arena.